# Lajos Keresztes
Lajos Keresztes (Hungría, 30 de abril de 1900-Budapest, 9 de agosto de 1978) fue un deportista húngaro especialista en lucha grecorromana donde llegó a ser campeón olímpico en Ámsterdam 1928.

## Carrera deportiva
En los Juegos Olímpicos de 1924 celebrados en París ganó la medalla de plata en lucha grecorromana estilo peso ligero, siendo superado por el finlandés Oskari Friman (oro) y por delante de otro luchador finlandés Källe Westerlund (bronce). Cuatro años después, en las Olimpiadas de Ámsterdam 1928 ganó la medalla de oro en la misma categoría.